# Mistrzostwa NCAA Division I w Zapasach w 1968
Mistrzostwa NCAA Division I w zapasach rozgrywane były w State College w dniach 21–23 marca 1968 roku. Zawody odbyły się w Rec Hall, na terenie Uniwersytetu Stanu Pensylwania.
- Outstanding Wrestler – Dwayne Keller

## Wyniki

### Drużynowo
| Kolejność | Szkoła                                  | Zespół      |
| --------- | --------------------------------------- | ----------- |
| 1.        | Oklahoma State University               | Cowboys     |
| 2.        | Iowa State University                   | Cyclones    |
| 3.        | University of Oklahoma                  | Sooners     |
| 4.        | Michigan State University               | Spartans    |
| 5.        | United States Naval Academy             | Midshipmen  |
| 6.        | Portland State University               | Vikings     |
| 6.        | Lock Haven University of Pennsylvania   | Bald Eagles |
| 6.        | California Polytechnic State University | Mustangs    |

### All American

#### 115 lb
| Lp. | Zawodnik        | Szkoła         |
| --- | --------------- | -------------- |
| 1.  | Ken Melchior    | Lock Haven     |
| 2.  | Sergio Gonzales | California     |
| 3.  | Tommy Green     | Oklahoma State |
| 4.  | Dave Keller     | Toledo         |
| 5.  | John Miller     | Oregon         |
| 6.  | Dave Unik       | Ohio           |

#### 123 lb
| Lp. | Zawodnik      | Szkoła         |
| --- | ------------- | -------------- |
| 1.  | Dwayne Keller | Oklahoma State |
| 2.  | Rick Sanders  | Portland State |
| 3.  | Tim McCall    | Indiana        |
| 4.  | Bill DeSario  | SUNY Cortland  |
| 5.  | Ted Parker    | Indiana State  |
| 6.  | Gary Wallman  | Iowa State     |

#### 130 lb
| Lp. | Zawodnik      | Szkoła         |
| --- | ------------- | -------------- |
| 1.  | Dan Gable     | Iowa State     |
| 2.  | David McGuire | Oklahoma       |
| 3.  | Mike McAdams  | Brigham Young  |
| 4.  | Dennis Crowe  | Oklahoma State |
| 5.  | Pete Nord     | Colorado       |
| 6.  | John Hahn     | California     |

#### 137 lb
| Lp. | Zawodnik          | Szkoła         |
| --- | ----------------- | -------------- |
| 1.  | Dale Anderson     | Michigan State |
| 2.  | Masaru Yatabe     | Portland State |
| 3.  | Pete Vanderlofske | Navy           |
| 4.  | Marty Willigan    | Hofstra        |
| 5.  | Ray Murphy        | Oklahoma State |
| 6.  | Ron Russo         | Bloomsburg     |

#### 145 lb
| Lp. | Zawodnik      | Szkoła         |
| --- | ------------- | -------------- |
| 1.  | Dale Bahr     | Iowa State     |
| 2.  | Mike Grant    | Oklahoma       |
| 3.  | Kent Wyatt    | Cal Poly       |
| 4.  | Dale Carr     | Michigan State |
| 5.  | Russ McAdams  | Brigham Young  |
| 6.  | Wayne Carlson | Utah State     |

#### 152 lb
| Lp. | Zawodnik        | Szkoła         |
| --- | --------------- | -------------- |
| 1.  | Wayne Wells     | Oklahoma       |
| 2.  | John Kent       | Navy           |
| 3.  | Russ Schneider  | Northwestern   |
| 4.  | Gobel Kline     | Maryland       |
| 5.  | Parker Sneed    | Oklahoma State |
| 6.  | Bill Blacksmith | Lock Haven     |

#### 160 lb
| Lp. | Zawodnik      | Szkoła            |
| --- | ------------- | ----------------- |
| 1.  | Reg Wicks     | Iowa State        |
| 2.  | Cleo McGlory  | Oklahoma          |
| 3.  | Jim Alexander | Northern Colorado |
| 4.  | Matt Kline    | Penn State        |
| 5.  | Otto Zeman    | Northwestern      |
| 6.  | Mike Nardotti | Army              |

#### 167 lb
| Lp. | Zawodnik        | Szkoła             |
| --- | --------------- | ------------------ |
| 1.  | Mike Gallego    | Fresno State       |
| 2.  | Lamoin Merkley  | Central Washington |
| 3.  | Jason Smith     | Iowa State         |
| 4.  | Bob Drebenstedt | Oklahoma State     |
| 5.  | Pete Cornell    | Michigan           |
| 6.  | Rod Ott         | Michigan State     |

#### 177 lb
| Lp. | Zawodnik        | Szkoła          |
| --- | --------------- | --------------- |
| 1.  | Bob Justice     | Colorado        |
| 2.  | Larry Amundson  | Minnesota State |
| 3.  | Fred Fozzard    | Oklahoma State  |
| 4.  | Charles Shivers | Oklahoma        |
| 5.  | Dick Minekine   | Cornell         |
| 6.  | Walt Podgurski  | Miami           |

#### 191 lb
| Lp. | Zawodnik       | Szkoła                |
| --- | -------------- | --------------------- |
| 1.  | Nick Carollo   | Adams State           |
| 2.  | Tom Kline      | California Poly-State |
| 3.  | Gary Cook      | East Stroudsburg      |
| 4.  | Rich Lorenzo   | Penn State            |
| 5.  | John Schneider | Michigan State        |
| 6.  | Gary Seymour   | Arizona State         |

#### Open
| Lp. | Zawodnik        | Szkoła             |
| --- | --------------- | ------------------ |
| 1.  | Dave Porter     | Michigan           |
| 2.  | Jess Lewis      | Oregon State       |
| 3.  | Jeff Smith      | Michigan State     |
| 4.  | Fred Andree     | Massachusetts IT   |
| 5.  | Dick Schumacher | East Stroudsburg   |
| 6.  | Al Borkowski    | Northwest Missouri |